# Joé Juneau
Joséph „Joé“ Juneau (* 5. Januar 1968 in Pont-Rouge, Québec) ist ein ehemaliger kanadischer Eishockeyspieler, der im Verlauf seiner aktiven Karriere zwischen 1991 und 2004 unter anderem 940 Spiele für die Boston Bruins, Washington Capitals, Buffalo Sabres, Ottawa Senators, Phoenix Coyotes und Canadiens de Montréal in der National Hockey League (NHL) auf der Position des Centers bestritten hat. Seinen größten Karriereerfolg feierte Juneau jedoch im Trikot der kanadischen Nationalmannschaft mit dem Gewinn der Silbermedaille bei den Olympischen Winterspielen 1992, bei denen er zugleich Topscorer war.

## Karriere
Joé Juneau begann seine Karriere in den Juniorenligen seiner Heimatprovinz Québec, ehe er 1987 nach Troy im US-Bundesstaat New York ging, um am Rensselaer Polytechnic Institute (RPI) Luft- und Raumfahrttechnik zu studieren. Obwohl er kein Englisch sprach, als er in die Vereinigten Staaten ging, konnte er bereits nach drei Jahren sein Studium mit einer sehr guten Note abschließen. In der Zeit am College spielte er Eishockey in der Collegemannschaft, wo er sich zu einem Topscorer entwickelte. In 124 Spielen erzielte er 213 Punkte. Deshalb wurde er im NHL Entry Draft 1988 von den Boston Bruins aus der National Hockey League (NHL) in der vierten Runde an der 81. Position ausgewählt. Im Herbst 1991 schloss er sich jedoch zunächst dem kanadischen Eishockeyverband Hockey Canada an. Ein Vertragsangebot von Boston hatte er ausgeschlossen, weil das Team ihn nicht das volle Gehalt zahlen wollten, sollten sie ihn zum Farmteam in eine unterklassige Liga schicken. In der Zeit beim kanadischen Nationalteam half er mit, die Silbermedaille bei den Olympischen Winterspielen 1992 im französischen Albertville zu gewinnen. Er selbst war zudem Topscorer des Turniers.
Kurz nach den Olympischen Winterspielen erhielt er einen für ihn angemessenen Vertrag in Boston und bewies gleich, dass er das Geld wert war. In den restlichen 14 Spielen der Saison punktete er 19-mal und auch in den Stanley-Cup-Playoffs 1992 zeigte er gute Leistungen. Die Saison 1992/93 war dann seine erste komplette Saison in der NHL und es sollte auch die beste seiner Karriere sein. Mit 102 Scorerpunkten spielte er eine der besten Rookiesaisons in der Geschichte der NHL und stellte den Rookierekord für die meisten Assists ein, der bis dahin allein von Peter Šťastný gehalten wurde. Doch er wurde in dem Jahr vom Finnen Teemu Selänne in den Schatten gestellt, der ebenfalls sein erstes Jahr in der NHL absolvierte und mit 132 Punkten das beste Ergebnis aller Zeiten eines Rookies erreichte und Juneau die Calder Memorial Trophy als bester Rookie der NHL wegschnappte.
Auch in der Saison 1993/94 spielte Juneau stark und punktete 72-mal in 63 Spielen für Boston, ehe sie ihn im März 1994 für Al Iafrate zu den Washington Capitals transferierten. Juneau konnte in den folgenden Spielzeiten nicht mehr an seine starken Leistungen der ersten zwei Jahre anknüpfen, was auch daran lag, dass er kaum eine Saison durchspielen konnte, weil er immer wieder verletzt war. Trotzdem war er eine wichtige Stütze der Capitals, brachte gute Leistungen und schaffte es mit dem Team Finale der Stanley-Cup-Playoffs 1998, wo sie den Detroit Red Wings unterlagen. Im März 1999 wurde der Franko-Kanadier zu den Buffalo Sabres transferiert. Mit den Sabres erreichte er im selben Jahr das Stanley-Cup-Finale, doch erneut konnte Juneaus Mannschaft nicht gewinnen. Nur wenige Monate nach dem Transfer unterschrieb er als Free Agent einen Vertrag bei den Ottawa Senators, doch auch hier blieb er nur kurze Zeit, denn im Sommer 2000 wurde er von den Minnesota Wild im NHL Expansion Draft 2000 ausgewählt, die ihn kurz darauf zu den Phoenix Coyotes im Tausch für die Transferrechte am Schweden Rickard Wallin transferierten. Nach nur einem Jahr in Phoenix wurde er in einem Transfergeschäft an die Canadiens de Montréal abgegeben und kehrte somit wieder in seine Heimatprovinz zurück. In Montréal blieb er noch drei Jahre und beendete dann im Sommer 2004 seine Karriere.
Am 12. November 2005 wurde Joé Juneau als zweites Mitglied in den Hockey Ring of Honor des Rensselaer Polytechnic Institute aufgenommen, zudem hängte sein Collegeteam in einer Zeremonie einen Banner mit der Nummer 9 in die Eishalle, sodass die Nummer zu Ehren von Joé Juneau nie mehr vergeben wird.

## Erfolge und Auszeichnungen
| - 1988 ECAC All-Rookie Team - 1990 ECAC First All-Star Team - 1990 NCAA East First All-American Team - 1991 ECAC Second All-Star Team | - 1991 NCAA East Second All-American Team - 1992 NHL-Rookie des Monats November - 1993 NHL All-Rookie Team |

### International
- 1992 Silbermedaille bei den Olympischen Winterspielen
- 1992 Topscorer der Olympischen Winterspiele
- 1992 Bester Vorlagengeber der Olympischen Winterspiele

## Karrierestatistik

### International
Vertrat Kanada bei:
- Olympischen Winterspielen 1992

(Legende zur Spielerstatistik: Sp oder GP = absolvierte Spiele; T oder G = erzielte Tore; V oder A = erzielte Assists; Pkt oder Pts = erzielte Scorerpunkte; SM oder PIM = erhaltene Strafminuten; +/− = Plus/Minus-Bilanz; PP = erzielte Überzahltore; SH = erzielte Unterzahltore; GW = erzielte Siegtore; 1 Play-downs/Relegation; Kursiv: Statistik nicht vollständig)